# Lioudmila Jivkova
Lioudmila Todorova Jivkova (bulgare : Людмила Тодорова Живкова, née le 26 juillet 1942 et morte le 21 juillet 1981, est une femme politique bulgare. Elle est la fille du dirigeant communiste Todor Jivkov et fut membre du politburo. Elle s'est fait connaître par sa volonté de promouvoir les arts et la culture bulgares à l'étranger, et par son intérêt pour l'ésotérisme oriental, la spiritualité et le protochronisme, qui a fait d'elle une figure controversée dans le bloc de l'Est.

## Biographie

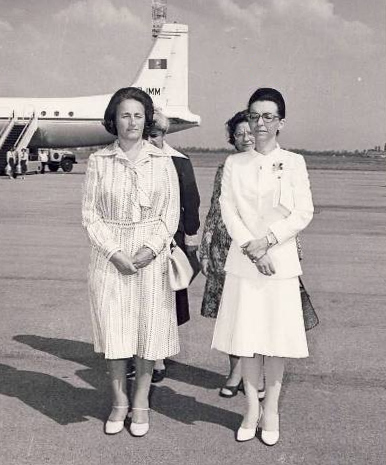
Lioudmila Jivkova en 1977 avec Elena Ceaușescu, épouse du président roumain.

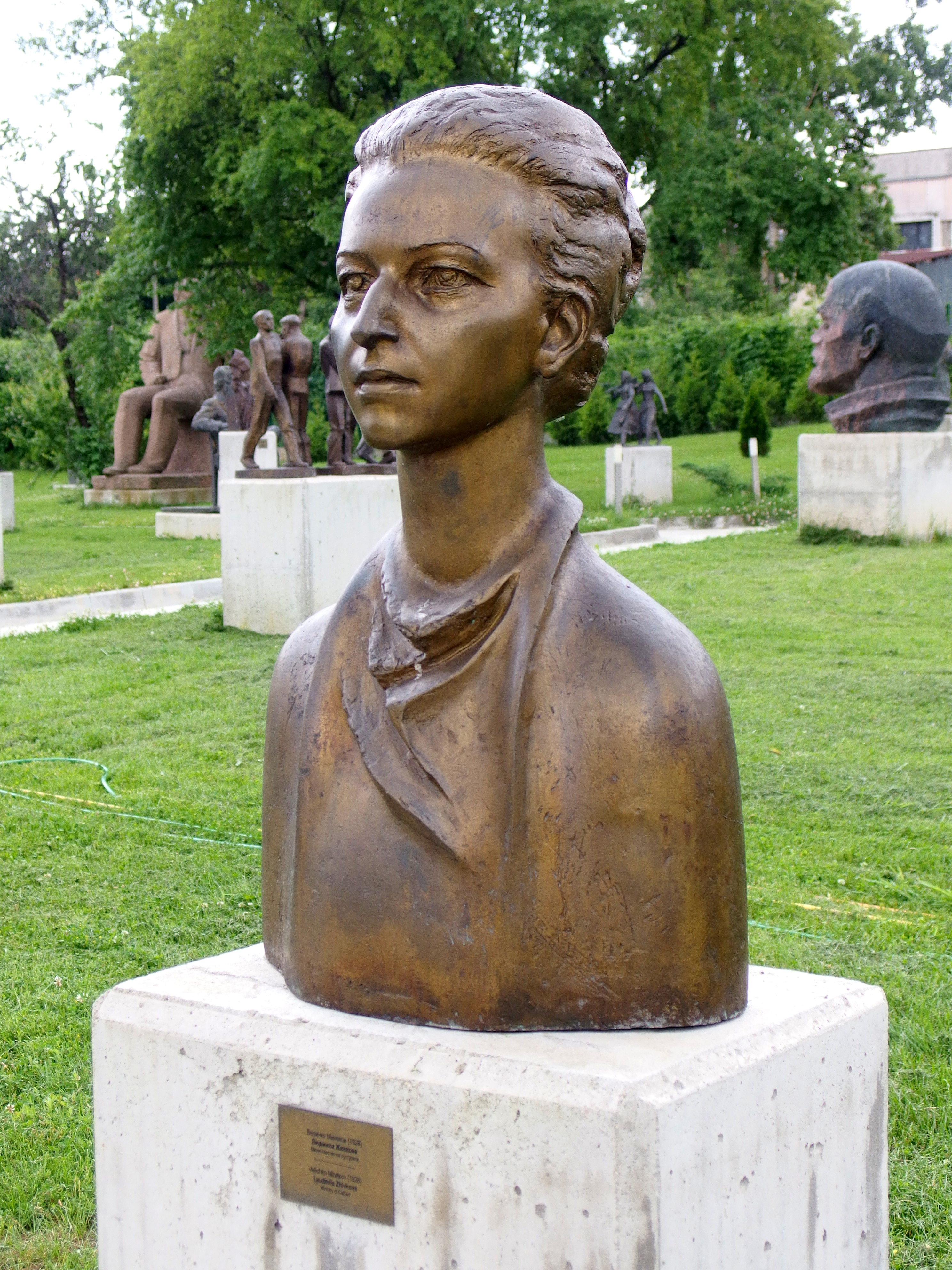
Buste dans le jardin du musée de l'art socialiste de Sofia.

Lioudmila Jivkova naît à Sofia pendant la Seconde Guerre mondiale et grandit ensuite au sein de la nomenklatura bulgare. Elle étudie l'histoire puis l'histoire de l'art à Moscou, puis à Oxford, où elle publie des articles sur les relations entre les Ottomans et les Britanniques. Elle devient ensuite vice-présidente du Comité bulgare pour l'art et la culture (1972-1975) et enfin sa présidente, ce qui la hisse au rang de ministre de la Culture, de 1975 à sa mort en 1981. De 1976 à 1981, elle est aussi députée au sein de l'Assemblée nationale bulgare.
Proche de Guéorgui Markov, elle professait des idées souvent subversives, déclarant par exemple en réunion privée à propos de l'invasion de la Tchécoslovaquie : « C'est la fin de l'utopie marxiste ! ». Les rumeurs laissaient aussi entendre qu'elle avait renoncé au marxisme et à l'athéisme communiste, ce qui aurait été impensable pour un membre du Politburo et une ordonnatrice des arts.
Lioudmila Jivkova meurt d'une tumeur au cerveau à l'âge de 38 ans. Les rumeurs attribuent sa mort à un empoisonnement par le comité pour la sécurité d'État, la police politique bulgare, en raison de son intérêt pour l'ésotérisme, contraire à la doctrine communiste. Dans ses mémoires, son père déclare : « Je ne peux affirmer avec exactitude que la mort de Lioudmila a été naturelle ».